# Daniel Mougel
Daniel Mougel (ur. 17 września 1957) – francuski narciarz alpejski. Nie startował na igrzyskach olimpijskich. Zajął 7. miejsce w slalomie mistrzostwach świata w Bormio. Jego najlepszym sezonem w Pucharze Świata był sezon 1985/1986, kiedy to zajął 66. miejsce w klasyfikacji generalnej.

## Sukcesy

### Puchar Świata

#### Miejsca w klasyfikacji generalnej
- 1982/1983 – 80.
- 1984/1985 – 69.
- 1985/1986 – 66.
- 1986/1987 – 82.

#### Miejsca na podium
1. Berchtesgaden – 14 stycznia 1986 (slalom) – 3. miejsce